# Curva de Stolétov

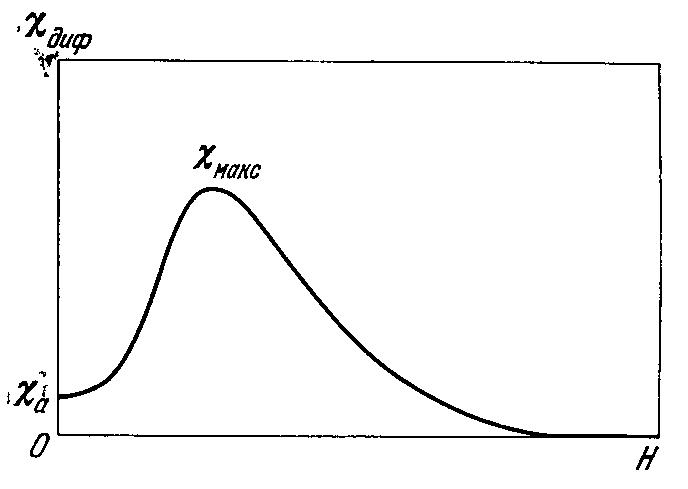
Curva de Stoletov.

La curva de Stoletov muestra la dependencia de la permeabilidad magnética {\displaystyle \chi } de los materiales ferromagneticos en función de la intensidad del campo magnético aplicado H. La curva es nombrada así en honor al físico Aleksandr Stoletov que analizó, en una larga serie de experimentos, las propiedades magnéticas de anillos de hierro en el período de 1871-1872 durante su estancia en el Laboratorio de Física de la Universidad de Heidelberg.